# Julián Sedeño
Julián Sedeño ( Sahagún, España, 1526 - Gobernación del Tucumán, 1561), fue un militar de origen español, partícipe de la conquista del Tucumán a mediados del siglo XVI, en el actual territorio de la República Argentina.

## Biografía
Nacido en 1526, fue uno de los primeros conquistadores del Tucumán que entró con Juan Núñez de Prado en 1549. Participó en las tres fundaciones de El Barco y acompañó a Francisco de Aguirre cuando fundó Santiago del Estero en 1553. 
Exploró el territorio y regresó con muestras de oro descubiertas en los Valles Calchaquíes. Fue regidor del primer Cabildo santiagueño.
En 1556 junto a Hernán Mejía de Mirabal y Nicolás de Garnica, encabezó una expedición punitiva contra los indígenas lules.
Cuando fue el gobierno de Juan Pérez de Zurita, dirigió la conquista y pacificación del calchaquí con el objeto de fundar la ciudad de Córdoba de Calchaquí.
En 1559, efectuando una redada, Sedeño y Mejía de Mirabal prendieron al cacique Chumbicha, hermano del cacique Juan Calchaquí, lo que motivó la sumisión de las tribus.
Julián Sedeño falleció en 1561.